# Sepsis cynipsea
Sepsis cynipsea – gatunek muchówki z rodziny wońkowatych i podrodziny Sepsinae.
Gatunek ten opisany został w 1758 roku przez Karola Linneusza jako Musca cynipsea.
Muchówka o ciele długości około 3 mm. Głowę jej cechują pojedyncza para bardzo słabo rozwiniętych szczecinek orbitalnych i policzki znacznie niższe od oka złożonego. Tułów ma bardzo dobrze rozwinięte szczecinki mezopleuralne i na całej długości biało porośnięte sternopleury. Skrzydła mają odseparowane tylne i przednie komórki bazalne oraz ciemnią plamkę u szczytu żyłki radialnej R2+3. Samiec ma spodnią stronę ud przednich odnóży na odcinku między środkową grupą kolców a wierzchołkiem zaopatrzoną pozbawioną kolców z guzkami. Spodnia strona ud środkowych odnóży samca pozbawiona jest długi włosków. Golenie przedniej pary odnóży samca mają trójkątne wcięcie na końcu nasadowej ⅓ długości. Samicę charakteryzują golenie odnóży środkowych mające szczecinki anterodorsalne oraz golenie odnóży tylnych z małymi szczecinkami anterodorsalnymi za środkiem długości.
Spotyka się ją głównie na odchodach.
Owad znany z Hiszpanii, Andory, Irlandii, Wielkiej Brytanii, Francji, Belgii, Holandii, Niemiec, Danii, Szwecji, Norwegii, Finlandii, Szwajcarii, Austrii, Włoch, Polski, Litwy, Estonii, Czech, Słowacji, Węgier, Ukrainy, Rumunii, Bułgarii, Turcji, europejskiej części Rosji, Afryki Północnej, Bliskiego Wschodu oraz wschodniej Palearktyki.